# Asura flavia
Asura flavia là một loài bướm đêm thuộc phân họ Arctiinae, họ Erebidae.